# 丹尼斯·波利亞科夫
丹尼斯·波利亞科夫（1991年4月17日—）是一位白俄羅斯足球運動員。在場上的位置是後衛。他現在效力於哈薩克超級足球聯賽球隊阿斯塔納足球俱樂部。他也是白俄羅斯國家足球隊的一員，代表白俄羅斯參加了2012年奧運會。